# Piłka siatkowa na Igrzyskach Azjatyckich 2018
Piłka siatkowa na Igrzyskach Azjatyckich 2018 – jedna z dyscyplin rozgrywana podczas igrzysk azjatyckich w Dżakarcie i Palembangu. Zawody odbyły się w dniach 19 sierpnia – 1 września w dwóch halach. Do rywalizacji w dwóch konkurencjach przystąpiło 456 zawodników z 21 państw.

## Uczestnicy
W zawodach wzięło udział 456 zawodników z 21 państw.
| Reprezentacja    | Liczba zawodników |
| ---------------- | ----------------- |
| Arabia Saudyjska | 16                |
| Chiny            | 28                |
| Chińskie Tajpej  | 28                |
| Filipiny         | 15                |
| Hongkong         | 30                |
| Indie            | 28                |
| Indonezja        | 28                |
| Iran             | 14                |
| Japonia          | 28                |
| Katar            | 16                |
| Kazachstan       | 32                |
| Kirgistan        | 14                |
| Korea Południowa | 28                |
| Malediwy         | 29                |
| Mjanma           | 14                |
| Mongolia         | 13                |
| Nepal            | 13                |
| Pakistan         | 14                |
| Sri Lanka        | 14                |
| Tajlandia        | 28                |
| Wietnam          | 26                |
| 21 reprezentacji | 456               |

## Medaliści
| Konkurencja      | Złoto | Srebro | Brąz |       |
| ---------------- | --- | --- | --- | ----- |
| Turniej mężczyzn | Iran · Milad Ebadipour Gharahassanlou · Saman Faezi · Farhad Ghaemi · Amir Ghafour · Mohammadreza Hazratpourtalatappeh · Saber Kazemi · Mohammadjavad Manavinejad · Mahdi Marandi · Mirsaeid Marouflakrani · Seyedmohammad Mousavieraghi · Ali Shafiei · Morteza Sharifi · Amir Hossein Toukhteh · Mohammadtaher Vadi | Korea Południowa · Bu Yong-chan · Choi Min-ho · Han Sun-soo · Jeon Kwan-gin · Jeong Min-su · Jung Ji-seok · Kim Jae-hwi · Kim Kyu-min · Kwak Seung-suk · Lee Ming-yu · Moon Sung-min · Na Gyeong-bok · Seo Jae-duck · Song Myung-geun                                                      | Chińskie Tajpej · Chen Chien-chen · Hsu Mei-chung · Huang Chien-feng · Huang Shih-hao · Li Chia-hsuan · Lin Cheng-yang · Lin Yi-huei · Liu Hong-jie · Liu Hung-min · Shih Hsiu-chih · Su Hou-chen · Tai Ju-chien · Wang Chien-pin · Wu Tsung-hsuan | [ 3 ] |
| Turniej kobiet   | Chiny · Diao Linyu · Ding Xia · Duan Fang · Gong Xiangyu · Hu Mingyuan · Li Yingying · Lin Li · Liu Xiaotong · Wang Mengjie · Yan Ni · Yao Di · Yuan Xinyue · Zeng Chunlei · Zhu Ting | Tajlandia · Wilavan Apinyapong · Hattaya Bamrungsuk · Pornpun Guedpard · Chitaporn Kamlangmak · Malika Kanthong · Pimpichaya Kokram · Ajcharaporn Kongyot · Chatchu-on Moksri · Thatdao Nuekjang · Supattra Pairoj · Piyanut Pannoy · Onuma Sittirak · Pleumjit Thinkaow · Nootsara Tomkom | Korea Południowa · Hwang Min-kyoung · Jung Ho-young · Kang So-hwi · Kim Su-ji · Kim Yeon-koung · Lee Da-yeong · Lee Hyo-hee · Lee Jae-yeong · Lee Ju-ah · Na Hyun-jung · Park Eun-jin · Park Jeong-ah · Yang Hyo-jin · Yim Myung-ok                | [ 4 ] |

## Tabela medalowa
| Pozycja | Reprezentacja    | Złoto | Srebro | Brąz | Razem |
| ------- | ---------------- | ----- | ------ | ---- | ----- |
| 1.      | Chiny            | 1     | 0      | 0    | 1     |
| 1.      | Iran             | 1     | 0      | 0    | 1     |
| 3.      | Korea Południowa | 0     | 1      | 1    | 2     |
| 4.      | Tajlandia        | 0     | 1      | 0    | 1     |
| 5.      | Chińskie Tajpej  | 0     | 0      | 1    | 1     |
| Razem   | Razem            | 2     | 2      | 2    | 6     |